# Jair Pereira Rodríguez
Jair Pereira Rodríguez (Cuautla, Morelos; 7 de julio de 1986) es un Exfutbolista mexicano. Jugaba como defensa central y su último equipo fue Club Necaxa

## Trayectoria

### Inicios y Tampico Madero Fútbol Club
Surgió de las Fuerzas Básicas del Tampico Madero Fútbol Club donde se integró en el 2004, jugando en el Ascenso MX, tras ser visoriado en fuerzas básicas fue llevado al primer equipo para el Apertura 2007.
Debuta con el primer equipo el 15 de septiembre de 2007 ante los Tiburones Rojos de Coatzacoalcos.

### Cruz Azul Hidalgo
Para el Apertura 2008, teniendo buenas actuaciones en el Tampico-Madero, llamó la atención de un visor del equipo de Cruz Azul, y le hizo una oferta a Jair, el técnico del Cruz Azul Benjamín Galindo le avisó que primero debía jugar en el equipo de la Liga de Ascenso, para tener el nivel de un jugador de Primera División. Comenzó a jugar en Cruz Azul Hidalgo de la liga Ascenso MX, luego de una transacción de 300 mil pesos, debutó en la Fecha 1 del Apertura 2008, donde fue titular.

### Cruz Azul
En el Apertura 2011 Jair, de la mano del técnico cementero Enrique Meza, hizo su debut como titular contra el Pachuca en el Estadio Hidalgo el 3 de agosto de 2011. Durante la parte final del torneo, tras la lesión del zaguero Waldo Ponce, Enrique Meza decide alinearlo como titular del cuadro celeste. Jair respondió con buenos partidos y actuaciones, que lo consolidaron día a día, haciendo dupla en la central con Julio César Domínguez.
Jugó todo el Clausura 2012 ya como titular indiscutible, formando una defensa sólida con Néstor Araujo y en la jornada 5, el sábado 4 de febrero de 2012, anotó su primer gol en primera división frente a Jaguares de Chiapas con un remate de cabeza. El partido quedó 2-0 favor los azules. Durante la temporada jugó los 17 partidos como titular y en la última jornada, el domingo 24 de abril de 2012, anotó su segundo gol, también de cabeza contra el Club América, partido que terminaría en empate 2-2 y que dejaría a Cruz Azul sin calificar a la Liguilla por el título; además recibió su primera expulsión por doble amarilla en la cancha del Estadio Azteca.
Durante las vacaciones de verano se lesionó la rodilla, por lo que fue operado y estuvo inactivo, motivo por el que en el Apertura 2012 con la llegada de Guillermo Vázquez como nuevo timonel, solo jugó 1 partido en el torneo: en los cuartos de final contra el León.

### Club Deportivo Guadalajara
El 12 de diciembre de 2013 se oficializa su traspaso al Club Deportivo Guadalajara, adquirido de compra definitiva la transacción por 3 millones de dólares, convirtiéndose así en el jefe de la defensa. Juega su primer partido como rojiblanco en el Territorio Santos Modelo el 3 de enero del 2014, en el empate 1 a 1 ante Santos Laguna.
El 4 de noviembre de 2015, llega a su primera final con Chivas, donde derrotaron al Club León con marcador de 0-1. El 10 de julio de 2016, llegó a su segunda final con Chivas, imponiéndose 2-0 a los Tiburones Rojos de Veracruz, coronándose campeón en la Supercopa de México, teniendo su segundo título como rojiblanco.
El 19 de abril de 2017, llega a su tercera final con las Chivas, donde vencieron en tandas de penales al Monarcas Morelia, con marcador de 1-1 y en tandas de penales 3-1. En el Clausura 2017, el 28 de mayo de 2017, llegaría a su cuarta final con Chivas en esta ocasión en la final por el título de la Liga MX, donde vencieron con marcador global de 4-3 a los Tigres UANL, quedando campeón por cuarta ocasión con Chivas y así ganando el título número 12.
El 25 de abril de 2018 llega a su quinta final como rojiblanco, para disputar la final por el título de Liga de Campeones de la Concacaf, donde Chivas se impondría en la tanda de penales 4-2 ante el equipo de Toronto, el cual los llevaría al Mundial de Clubes celebrada en Dubái.
El 23 de noviembre de 2018, Jair renueva su contrato con Chivas por 1 año más con el equipo.  
El 1 de junio de 2019, Chivas anuncia que Jair Pereira es transferible al no entrar en planes de Tomás Boy. El 26 de junio de 2019, Chivas anuncia la rescisión de contrato con Pereira.

### Querétaro Fútbol Club
El 27 de junio de 2019, se oficializa el fichaje de Pereira en traspaso definitivo, por petición de Víctor Manuel Vucetich, convirtiéndose en el sexto refuerzo de cara al Apertura 2019. Juega su primera partido como gallo el 21 de julio de 2019, en la victoria de 0-2 en el Estadio Nemesio Diez ante el Toluca.
Durante todo el Apertura 2019 fue titular con los gallos siendo referente en la defensa, durante lo que resto el torneo hasta el Clausura 2020.
El 18 de junio de 2020, Querétaro anunció transferible al jugador, al no entrar en planes del Club.

### Club Necaxa
El 5 de septiembre de 2020, se hace el oficial su traspaso al Club Necaxa, convirtiéndose en el último refuerzo de cara al Apertura 2020 en 2021 se dio por terminado su contrato y quedó como agente libre.

## Selección nacional

### Selección absoluta
| Equipo             | País   | PJ | Goles | Periodo         |
| ------------------ | ------ | -- | ----- | --------------- |
| Selección Mexicana | México | 11 | 0     | 2013 - presente |

Tras ser un referente en la defensa del Cruz Azul, llamó la atención de José Manuel de la Torre, quién lo convocó y apareció en la lista preliminar de 40 jugadores para la Copa de Oro de la Concacaf 2013. Posteriormente quedó en la lista final de 23 jugadores.
Debuta el 7 de julio de 2013 en el partido contra Panamá, el cual terminó con marcador de 1-2, correspondiente a la primera fase de la Copa de Oro 2013.
Tras 4 años sin recibir una convocatoria, el 8 de junio de 2017 y al ser un referente en la defensa de Chivas, fue llamado por Juan Carlos Osorio en la lista preliminar de 40 jugadores para la Copa Oro de la Concacaf 2017.
El 28 de junio de 2017 queda en la lista final de 23 jugadores que representara a México en la Copa Oro de la Concacaf 2017.

### Participaciones en selección nacional
| Copa                   | Categoría | Sede           | Resultado    |
| ---------------------- | --------- | -------------- | ------------ |
| Copa Oro Concacaf 2013 | Absoluta  | Estados Unidos | Tercer lugar |
| Copa Oro Concacaf 2017 | Absoluta  | Estados Unidos | Semifinales  |

## Palmarés

#### Campeonatos nacionales
| Liga            | Equipo      | Sede           | Año     |
| --------------- | ----------- | -------------- | ------- |
| Copa MX         | Cruz Azul   | México         | 2013    |
| Copa MX         | Guadalajara | México         | 2015    |
| Supercopa MX    | Guadalajara | Estados Unidos | 2015-16 |
| Copa MX         | Guadalajara | México         | 2017    |
| Torneo Clausura | Guadalajara | México         | 2017    |

#### Campeonatos internacionales
| Título                           | Club        | País   | Año  |
| -------------------------------- | ----------- | ------ | ---- |
| Liga de Campeones de la Concacaf | Guadalajara | México | 2018 |

- Datos: Q6124183
- Multimedia: Jair Pereira Rodríguez / Q6124183